# Auguste Canivet
Pour les articles homonymes, voir Canivet.
Auguste Canivet est un instituteur et romancier français. Il est né le 22 juin 1877 à Lorient (Morbihan) et mort le 31 mai 1916 à Armentières (Nord). Son nom est inscrit au Panthéon dans la liste des 560 écrivains morts pour la France.

## Biographie
Auguste François Canivet, né le 22 juin 1877 à Lorient est le fils d'Auguste Gabriel Canivet (1850-1890), boulanger et de Pauline Jeanne Françoise Riou (1848-1882).
Il a été instituteur à Limerzel, Guémené-sur-Scorff et Bubry, Morbihan. Il a écrit sous le pseudonyme de Ewa Saens dans Le Nouvelliste du Morbihan, Le Clocher breton ou L'Enseignement pratique. Il a été membre de la Société des gens de lettres (1902), fondateur de « La gauloise, société de propagande de l'Entente » (1909) et traducteur au ministère anglais du commerce.
Brigadier fourrier au 19e escadron du train des équipages militaires, il est tué par un obus qui détruit la maison de son état-major près d'Armentières, le 31 mai 1916,.

## Publications
- Histoire des quatre fils Aymon, très nobles et très vaillants chevaliers, racontée aux enfants, Stéphane Barlet et Auguste Canivet, Blackie's Little French Classics, Londres, 1906
- Les Cataractes du Niagara au stéréoscope, adapté de l'anglais par A. Canivet, ,London, New York, Underwood & Underwood, 1909
- Mabel Sarah Emery, La Suisse au stéréoscope. Voyage dans la région des Alpes, adapté de l'anglais par A. Canivet,  Londres, New York, Underwood & Underwood, 1908